# Michael Hommel
Michael Hommel (* 3. August 1960) ist ein deutscher Wirtschaftswissenschaftler.

## Leben
Hommel ist seit 2002 Inhaber des Lehrstuhls für Betriebswirtschaftslehre, insbesondere Wirtschaftsprüfung und Rechnungslegung, an der Johann Wolfgang Goethe-Universität Frankfurt am Main. Zuvor war er von 1997 bis 2002 Inhaber des Lehrstuhls für Allgemeine Betriebswirtschaftslehre, insbesondere Rechnungslegung und Wirtschaftsprüfung, an der Otto-von-Guericke-Universität Magdeburg. Zu seinen Forschungsschwerpunkten zählen internationale Rechnungslegung und Unternehmensbewertung.

## Veröffentlichungen (Auswahl)
- Konzernbilanzen Case by Case – Konzernbilanzierung nach HGB und IAS/IFRS, Stuttgart: UTB, 2004 (Herausgeber; zusammen mit Jens Wüstemann)
- Unternehmensbewertung Case by Case, Stuttgart: UTB, 2005 (zusammen mit Inga Braun)
- Kostenrechnung – Learning by Stories, Stuttgart: UTB, 2005
- Synopse der Rechnungslegung nach HGB und IFRS, München: Vahlen Verlag, (Herausgeber; zusammen mit Jens Wüstemann)
- IFRS-Bilanzanalyse Case by Case, Stuttgart: UTB (Herausgeber; zusammen mit Stefan Rammert)